# Chikugo (provincia)
Chikugo (筑後国?, Chikugo no kuni) fu una provincia del Giappone nell'area che corrisponde alla parte meridionale della prefettura di Fukuoka nel Kyūshū. Chikugo confinava con le province di Hizen, Chikuzen, Bungo, e Higo.

Mappa delle province giapponesi con la provincia di Chikugo evidenziata

L'antica capitale della provincia si situava vicino alla città moderna di Kurume. Nel periodo Edo la provincia venne divisa in due feudi: il clan Tachibana governò il feudo occidentale a Yanagawa e quello di Arima il feudo orientale di Kurume.